# Presa San Agustín
Presa San Agustín är en ort i Mexiko.   Den ligger i kommunen Villa de Reyes och delstaten San Luis Potosí, i den centrala delen av landet, 300 km nordväst om huvudstaden Mexico City. Presa San Agustín ligger 1 957 meter över havet och antalet invånare är 394.
Terrängen runt Presa San Agustín är platt västerut, men österut är den kuperad. Terrängen runt Presa San Agustín sluttar västerut. Runt Presa San Agustín är det ganska glesbefolkat, med 23 invånare per kvadratkilometer. Närmaste större samhälle är Villa de Reyes, 5,8 km nordväst om Presa San Agustín. Omgivningarna runt Presa San Agustín är i huvudsak ett öppet busklandskap.